# Municipio de Nõo
El municipio de Nõo (estonio: Nõo vald) es un municipio estonio perteneciente al condado de Tartu.

## Localidades (población año 2011)
- Aiamaa 79
- Altmäe 29
- Enno 17
- Etsaste 48
- Illi 172
- Järiste 55
- Kääni 30
- Keeri 42
- Ketneri 6
- Kolga 68
- Laguja 42
- Luke 345
- Meeri311
- Nõgiaru 259
- Nõo 1,492 p
- Sassi 35
- Tamsa 65
- Tõravere 282 p
- Unipiha 72
- Uuta 71
- Vissi 249
- Voika 203[1]